# Gyula Lengyel
Gyula Lengyel (n. 8 octombrie 1888, Satu Mare, Austro-Ungaria – d. 8 ianuarie 1938, URSS) a fost un politician maghiar.
1. ↑  József Bölöny[*], Hubai László[*] (2004), Magyarország kormányai[*], Budapesta: Akadémiai Kiadó, p. 385 Verificați valoarea |titlelink= (ajutor)